# Joppidium apicale
Joppidium apicale là một loài tò vò trong họ Ichneumonidae.